# Veille successorale
 (février 2024).
Si vous disposez d'ouvrages ou d'articles de référence ou si vous connaissez des sites web de qualité traitant du thème abordé ici, merci de compléter l'article en donnant les références utiles à sa vérifiabilité et en les liant à la section « Notes et références ».
En France, dans le cas d'une acceptation pure et simple d'un héritage, l'héritier est tenu au paiement total des dettes du défunt, sur les biens recueillis et aussi sur ses biens personnels.
La veille successorale est une démarche consistant à identifier les héritiers (ou filiation) d'un débiteur pour le compte d'un mandant. Cette veille successorale est effectuée par des sociétés spécialisées dans l’enquête civile, ou détectives.

## Déroulement
La veille successorale d'un débiteur s'effectue généralement en 4 étapes.
Étape 1 : Détermination de la filiation du client débiteur
- Identification des noms et prénoms, date et lieu de naissance du père et de la mère du débiteur
- Recherche de l’adresse du père du débiteur,
- Recherche de l’adresse de la mère du débiteur,
- Le père est-il locataire ou propriétaire à l’adresse principale ou d’une résidence secondaire ?
- La mère est-elle locataire ou propriétaire à l’adresse principale ou d’une résidence secondaire ?

Étape 2 : Déclenchement de la veille successorale
Étape 3 : Information du décès
- Lorsque le décès survient, un rapport écrit de la date et lieu du décès est transmis au mandant.

Étape 4 : Suivi du décès
- Cette étape ne peut avoir lieu que si l'étape 3 a été validée
- Recherche du notaire chargé de la succession, de l’ayant droit, ou indication de la renonciation d’héritage.

Dans le cas d'un refus d'héritage, (c'est-à-dire du passif mais également de l'actif du défunt) qui doit être établi au Tribunal de Grande Instance du lieu d'ouverture de la succession (sur présentation de l'acte de décès), l'héritier est libéré des dettes.